# Roc de Fraussa

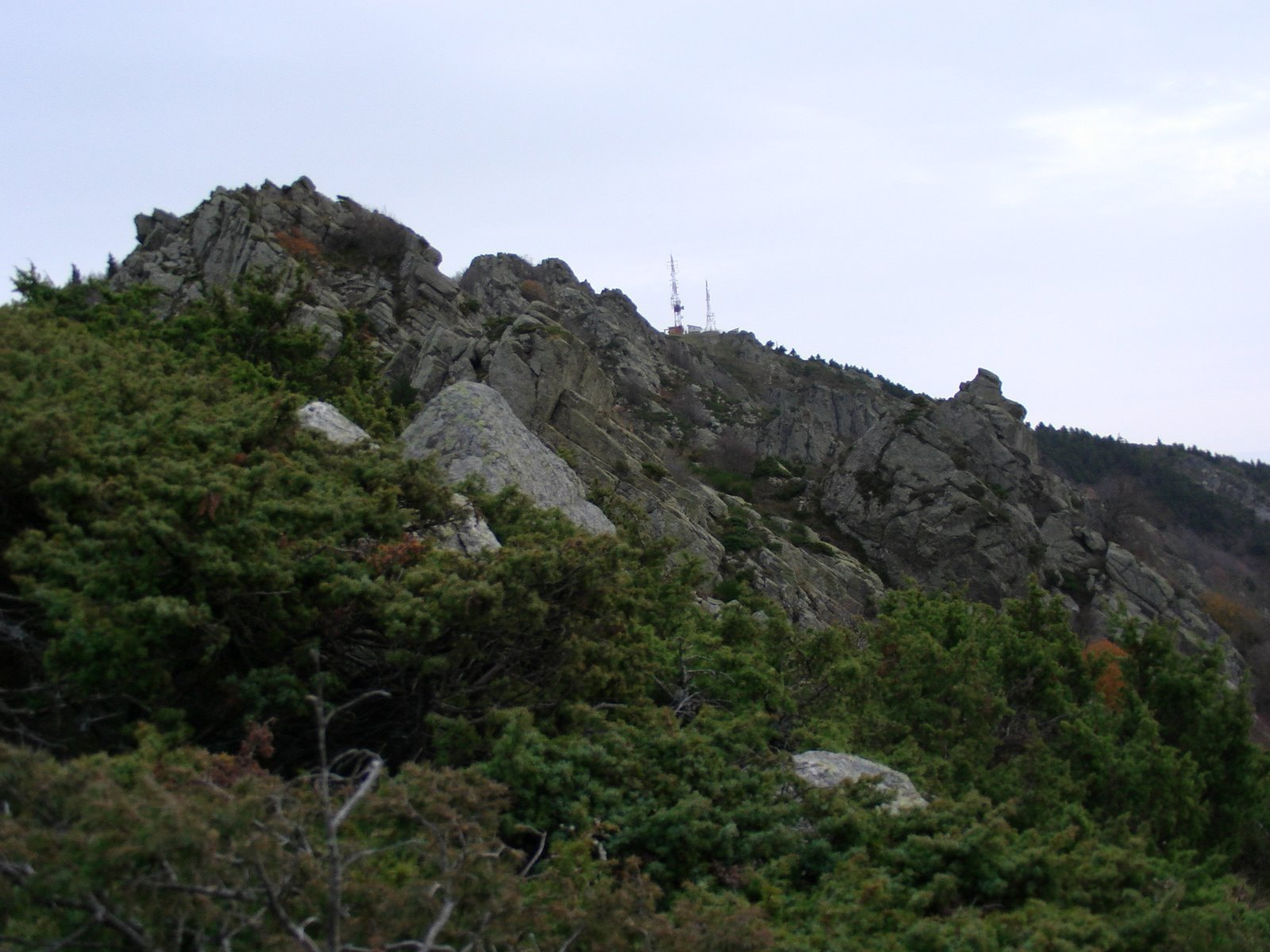
El Roc de Fraussa

El Roc de Fraussa, erròniament Roc de Frausa o Roc de França (francesització) és un pic de 1.421 m alt situat a la serra de les Salines, entre els termes municipal de Maçanet de Cabrenys, a l'Alt Empordà, i comunals de Reiners i Ceret, al Vallespir.
Està situat al racó sud-oest del terme comunal de Ceret, al racó sud-est del de Reiners i al límit nord del terme municipal de Maçanet de Cabrenys. És a prop i a ponent del Roc del Comptador i del Moixer.
De manera errònia sovint se li atribueix la condició de cim culminant de l'Alt Empordà, per la proximitat al Roc del Comptador, menys conegut però que, amb 1.451 metres d'altitud, és l'autèntic sostre de la comarca i de tot l'Empordà.
Els mapes francesos l'anomenen 'Roc de France', sense cap raó més que la francesització de la toponímia i dels esperits. El mapa de l'ICGC, utilitza la grafia errònia 'Roc de *Frausa'; en els rètols de la regió tant hi diu 'Fraussa' com '*Frausa'. L'Onomasticon Cataloniae de Joan Coromines s'insurgeix contra aquesta deturpació.
Marca el límit entre el Vallespir i l'Alt Empordà i també marca una de les fites entre l'Alt i el Baix Vallespir, o, segons la Gran Enciclopèdia Catalana, entre el Baix i el Vallespir Mitjà. L'altra és el Puig de l'Estella, al massís del Canigó.
El roc és un lloc de pas habitual en les rutes excursionistes per aquest sector dels Pirineus.

## Bibliografia

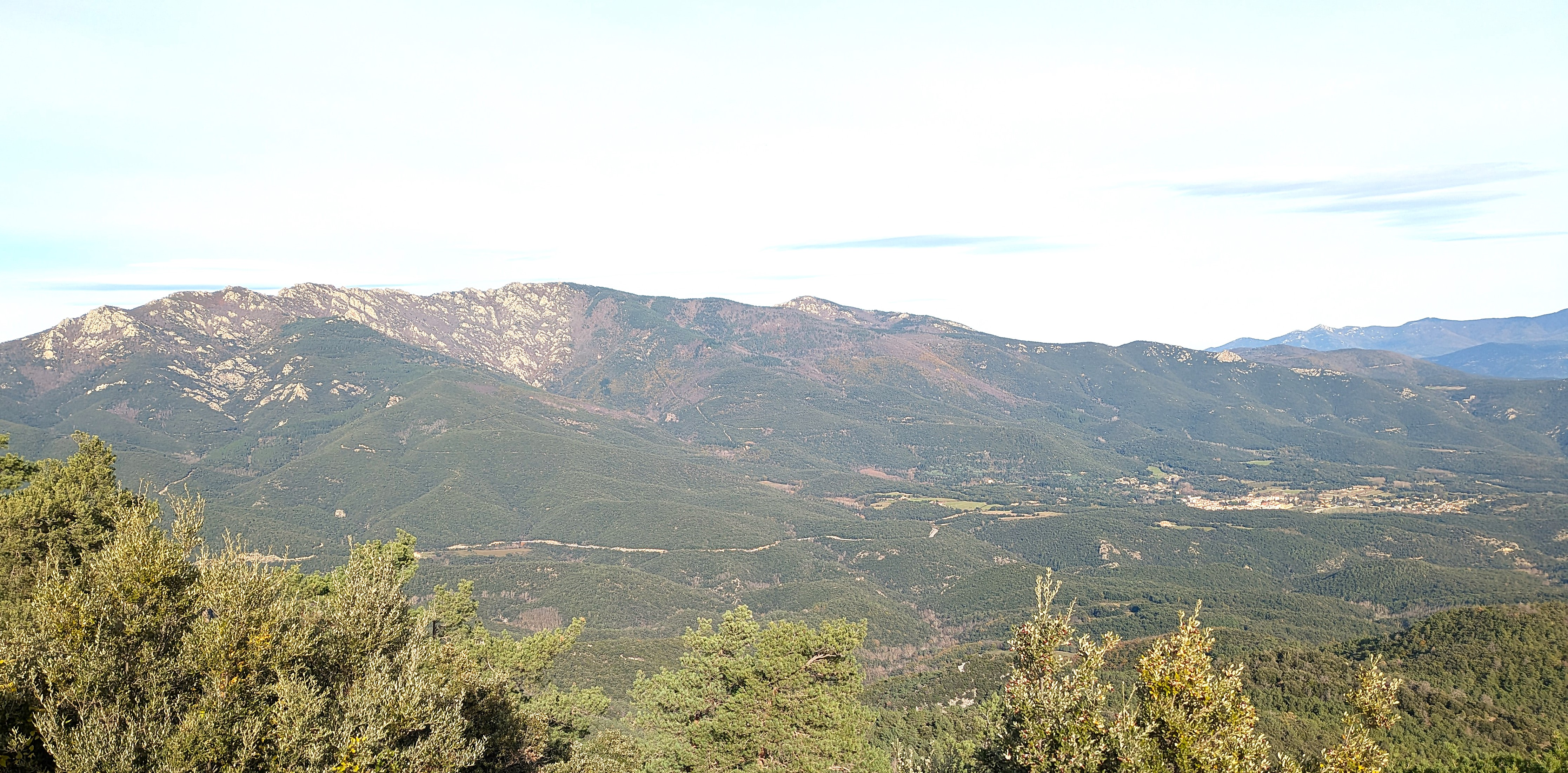
Maçanet de Cabrenys (a dreta) i Roc de Fraussa (a l'esquerra). Les exposicions de roca al llarg i sota de la carena són d'ortogneis ordovicià.